# Khalil Ullah Khan
Pour les articles homonymes, voir Khalil et Khan (homonymie).
Khalil Ullah Khan (mieux connu sous son nom d'artiste de Khalil), né le 2 février 1934 dans le district de Sylhet et mort le 7 décembre 2014 à Dacca, est un acteur bangladais.
Après avoir commencé sa carrière au théâtre, il est apparu pour la première fois sur grand écran en 1961 dans Sonar Kajol de Zahir Raihan. Il a joué dans près de 800 films et a reçu de nombreux prix, dont le Prix national du film 2012 pour l'ensemble de son œuvre. Il a obtenu une grande popularité avec son rôle de Miyar Beta dans la télésérie Sangsaptak. Il a présidé l'Association des artistes du cinéma du Bangladesh.